# Marcelo Quiroga Santa Cruz
Marcelo Quiroga Santa Cruz, né à Cochabamba le 13 mars 1931 et mort à La Paz le 17 juillet 1980, est un politicien socialiste, un écrivain et un enseignant universitaire bolivien.

## Biographie

### Avant la politique
Marcelo Quiroga est né le 13 mars 1931 dans la ville de Cochabamba. Il est le quatrième des cinq fils du politicien José Antonio Quiroga et d'Elena Santa Cruz. Quiroga Santa Cruz passe d'ailleurs son enfance entre les villes de Cochabamba et La Paz. Durant son enfance, son père, député du Parti républicain authentique et ministre au sein du gouvernement de Daniel Salamanca, abandonne la politique, déçu par la chute du président et revient s'établir à Cochabamba avec sa famille.
Il effectue son service militaire en 1949 et est témoin des mobilisations populaires durant la guerre civile provoquée par le soulèvement du Mouvement nationaliste révolutionnaire. En 1950, il se rend à Santiago pour étudier le droit à l'Université du Chili, où étaient déjà ses frères, Alfonso et Mario.  
Deux ans plus tard, il revient en Bolivie et continue ses études en droit, ainsi qu'en philosophie et lettres à l'Université majeure de San Andrés. Il y combine la politique avec la littérature : avec Sergio Almaraz (es), il organise un mouvement pour arrêter la guerre de Corée et fonde le séminaire Pro Arte, qu'il dirige. Sa famille s'exile toutefois au Chili peu avant la révolution d'avril 1952.

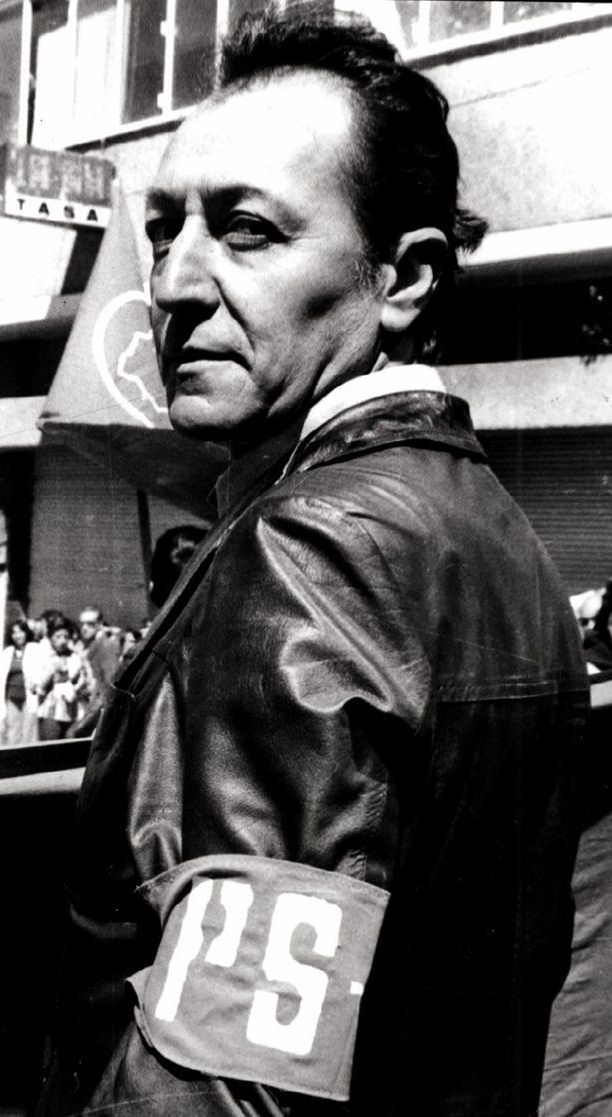

En Bolivie, il travaillera dans l'entreprise importatrice familière SEFESA et publiera en 1960 dans le quotidien El Diario, une série d'articles sur la situation bolivienne sous le titre de La victoire d'avril sur la nation, qui sortiront plus tard en tant que livres. Il fonde également le journal El Sol en 1964, qui adopte une position critique à l'égard du gouvernement du général René Barrientos sous sa direction.

### Vie politique
En 1966, il est élu député de Cochabamba aussi bien qu'invité indépendant de la Communauté démocrate chrétienne du Parti démocrate-chrétien et la Phalange socialiste bolivienne. Depuis le parlement, il continue ses critiques du régime de Barrientos. Invité, grâce à son labeur journalistique, par le gouvernement du Royaume-Uni, Quiroga visite avec son épouse ce pays et en profitent pour réaliser une courte visite des autres pays européens.
Ses critiques du gouvernement lui attirent la mise d'explosifs contre son domicile, sa détention au camp de concentration d'Alto Madidi au nord du pays, et son incarcération.
En 1969, il est nommé ministre des Mines et du Pétrole sous le gouvernement du général Alfredo Ovando Candía et, postérieurement, ministre de l'Énergie et des Hydrocarbures. Il joue un rôle central dans la nationalisation de la Bolivian Gulf Oil Company et émet des arrêtés qui établissent le monopole du commerce extérieur de minerais et l'obligation de livrer à la Banque centrale de Bolivie, la totalité des devises générées par les exportations. Il enseigne en même temps les sciences politiques et l'économie à l'Université majeure de San Andrés.
Quiroga renonce à son poste de ministre en mai 1970, dans un gouvernement tiraillé entre la gauche et la droite. L'année suivante, il se joint à un groupe d'intellectuels et dirigeants syndicaux pour fonder le Parti socialiste, où il devient le premier secrétaire. Lors du putsch du général Hugo Banzer Suárez, Quiroga combat aux côtés des forces qui tentent de lui résister. Après avoir été vaincu et la dictature établie, Quiroga s'exile au Chili, en Argentine où il enseigne à l'Université de Buenos Aires puis au Mexique où il sera professeur à temps plein de l'Université nationale autonome du Mexique en plus d'y être chroniqueur régulier dans les journaux locaux.
En 1977, il retourne clandestinement en Bolivie, pour reprendre la direction du Parti socialiste qui était demeuré interdit durant le régime de Banzer Suárez et qui avait adopté la dénomination de Parti socialiste-1. Il est ensuite candidat à la présidence de la république aux élections de 1978 (où il obtient 0,7 % des voix), à celles de 1979 (4,82 %) et à celles de 1980 (4e place avec 8,71 %).

### Assassinat
Le 17 juillet 1980, lors du coup d'État sanglant de Luis García Meza Tejada et de Luis Arce Gómez (es), il est blessé et arrêté par les militaires lors de l'assaut contre la Centrale ouvrière bolivienne (COB), qui l'ont conduit à l'état-major de l'armée, l'ont assassiné et ont fait disparaître sa dépouille. Pour cet assaut, entre autres, Luis García Meza est condamné à 30 ans de prison sans droit de grâce.
Lors de la création de la Commission de la vérité en août 2017, il est annoncé que l'assassinat de Quiroga Santa Cruz figurerait parmi les cas d'enquête.

## Œuvres

### Fiction
- Un arlequín está muriendo, poésie, écrite en 1952, inédit
- Los deshabitados, roman, La Paz, 1959
- Otra vez marzo, roman incomplet, Les Amis du Livre, Cochabamba/La Paz, 1990

### Politique et journalisme
- La victoria de abril sobre la nación, Impr. Et. Burillo, 1964, série d'articles écrits en 1960 dans El Diario
- Desarrollo con soberanía, desnacionalización del petróleo, Éditorial universitaire, 1967
- El gas que ya no tenemos, Éditorial universitaire, 1968
- Lo que no debemos callar, édition de l'auteur, 1968
- Acta de transacción con la Gulf - Análisis del decreto de indemnización a Gulf, Université majeure de San Andrés, 1970
- El saqueo de Bolivia, 1973
- Oleocracia o patria, 1976
- Hablemos de los que mueren, 1982, résumé d'articles écrits durant son exil mexicain

## Hommages

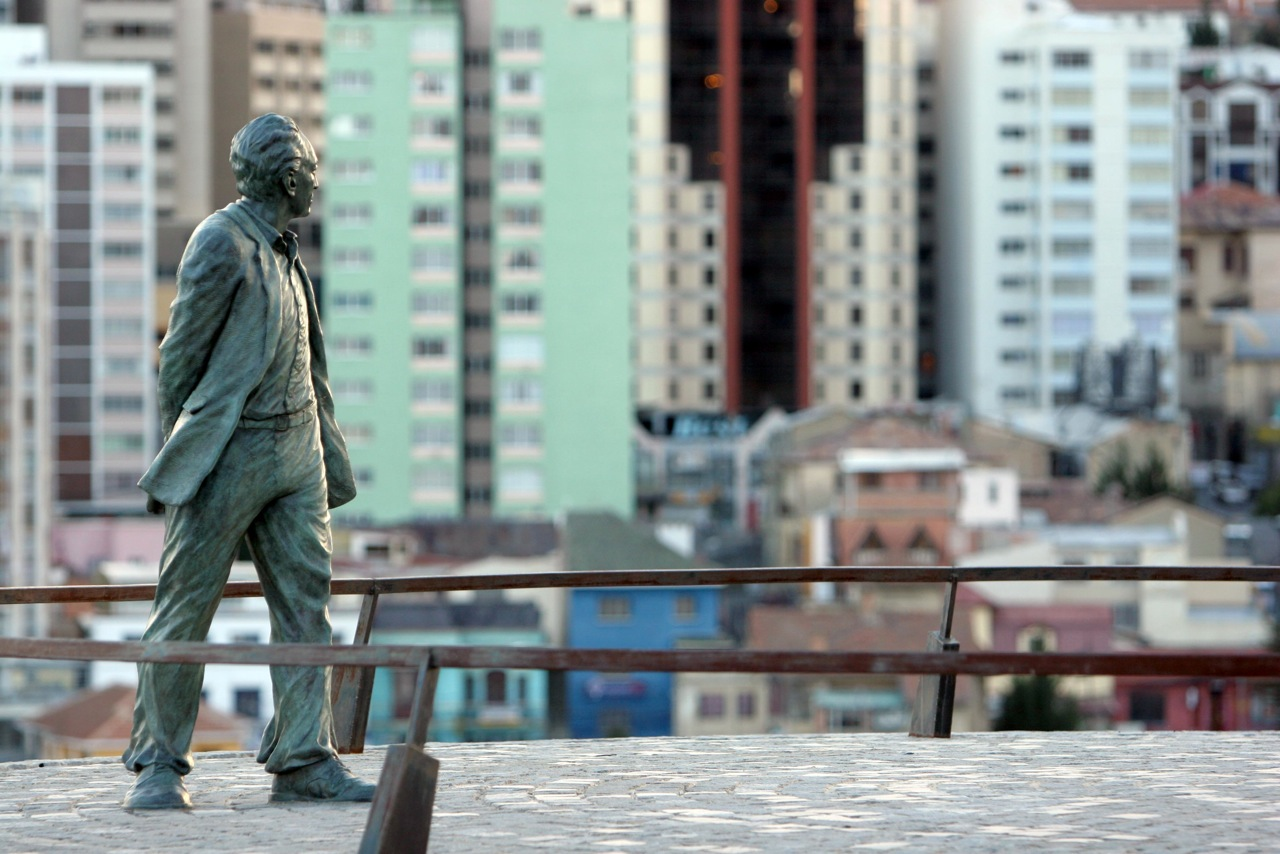
Sculpture de Quiroga à échelle naturelle au Parc urbain central de La Paz.

Le Prix plurinational de romans et un concours de romans organisé par la ville de Cochabamba portent notamment le nom de Marcelo Quiroga Santa Cruz. En son honneur, il existe aussi des collèges, établissements culturels, rues et places nommées en son nom. 